# Kotetsu
Panserskibet Kotetsu var det første pansrede skib i den japanske marine og det er desuden kandidat til titlen som et af de krigsskibe, der har haft de mest omskiftelige ejerforhold. Under Den amerikanske borgerkrig havde Konføderationen hårdt brug for krigsskibe og bestilte derfor i juni 1863 to panserskibe hos Arman brødrene i Bordeaux i Frankrig. Kravene var store: Skibene skulle have kraftige kanoner, vædderstævn og pansring, og de måtte ikke stikke dybere, end at de kunne anvendes på Mississippi-floden. Da Napoleon 3. ikke ville levere krigsmateriel fra Frankrig til nogen af parterne, opfandt Arman en dækhistorie om, at skibene skulle bygges til vicekongen af Ægypten, med navnene Cheops og Sphinx. 

## Stærkodder
I efteråret 1863 blev den franske regering opmærksom på byggeriet i Bordeaux, og Arman-brødrene fik en alvorlig advarsel om de repressalier, der ville komme, hvis skibene havnede i Amerika. I december 1863 viste der sig en ny mulighed. Den alvorlige politiske situation mellem Danmark og de tyske stater fik den danske rigsdag til at bevilge penge til panserskibe, og der kom straks et tilbud fra Bordeaux på ét eller to skibe. I marts 1864 var Orlogsværftets direktør, O. F. Suenson, i Frankrig, og han anbefalede et køb. Den 31. marts blev der skrevet kontrakt på købet af Sphinx, med en aftalt levering i Øresund 10. juni 1864. I april begyndte man at omtale skibet som Stærkodder, og skibet blev rost for sin kraftige konstruktion, mens der til gengæld var store forsinkelser med at få leveret kanoner og panser fra England og maskineri fra en fransk leverandør. Først den 21. juni kunne skibet søsættes, og den danske marines repræsentant noterede, at det stak for dybt i forhold til det aftalte, hvilket kunne give problemer i de indre danske farvande. Panserpladerne var dårligt monterede og måtte ændres, og først i oktober kom skibet på prøvesejlads, hvor det kun gik 10,8 knob i stedet for de aftalte 12 knob. Marineministeriet ville have afslag i prisen, men på trods af en manglende aftale blev skibet senere i oktober sejlet til Danmark. Det ankom i november, krigen mod Tyskland og Østrig var for længst slut, og Orlogsværftets repræsentanter anså skibet for at være dårligt bygget og frarådede et køb. Marineministeriet afslog at overtage Stærkodder, og 6. januar 1865 forlod det igen København.

## CSS Stonewall
For Arman-værftet var det manglende salg ingen ulykke. Det vigtigste var, at skibet var ude af Frankrig, og i de to måneder, det lå i København, fik man en ny aftale på plads med Konføderationen. En besætning herfra blev taget om bord syd for Bretagne senere i januar, og skibet fik navnet Stonewall efter Sydstaternes berømte general. Planen var at sejle tværs over Atlanten, men Orlogsværftets bedømmelse af skibets beskaffenhed holdt stik. Det sprang læk, og lå på værft i Spanien i februar-marts 1865. Unionen sendte et par korvetter til området, men da Stonewall var repareret og stod til søs 24. marts, vovede de ikke kamp. I starten af maj nåede Stonewall til Havanna på Cuba, og kaptajnen erfarede her, at borgerkrigen var slut, og at Konføderationen ikke længere eksisterede. Han solgte herefter skibet til de spanske myndigheder på øen for 16.000 $, svarende til den hyre, besætningen havde til gode. Tiden under spansk flag blev nu kort. De spanske myndigheder afleverede skibet til USA mod at få udlægget retur, og i juli 1865 ankom det til Washington, hvor det kom i reserve, fordi der efter krigen var stort overskud af krigsskibe.  

## Kotetsu
I 1866 fik USA besøg af en delegation, udsendt af den japanske shogun. Deres opgave var at købe moderne panserskibe, og udvalget var som nævnt stort. De bestemte sig for Stonewall, der blev købt for 400.000 $. Skibet havde imidlertid behov for et langvarigt eftersyn, og først 2. april 1868 nåede det frem til Japan, efter at have taget turen syd om Sydamerika. I Japan var situationen uoverskuelig, Meiji-restaurationen var i fuld gang. Kejseren var ved at tage magten fra den oprindelige køber, shogunen, og skibets amerikanske kaptajn erklærede det neutralt og afventede udviklingen. I januar 1869 var kejserens sejr en kendsgerning, og skibet blev afleveret og fik navnet Kotetsu, "det pansrede krigsskib". Boshinkrigen var imidlertid ikke helt ovre. De sidste tilhængere af shogunatet flygtede til Hokkaido, og i marts 1869 blev Kotetsu sendt dertil i spidsen for en kejserlig flådestyrke. Som det eneste panserskib i japanske farvande var Kotetsu uovervindeligt, og det havde en central rolle i søslaget ved Hakodate 6. april 1869, hvor shogunatets flåde blev afgørende besejret. I 1871 fik skibet nye kanoner, og det skiftede navn til Adzuma. Herefter blev det mest brugt som vagtskib, og i 1888 udgik det af flådelisten. Det blev derpå anvendt som stationært depot- og kaserneskib i en snes år, og den imponerende vædderstævn endte sin tilværelse som badebro for japanske orlogsgaster. 

## Søsterskib
Søsterskibet Cheops blev solgt til Prøjsen i 1865 og fik her navnet Prinz Adalbert. Det var endnu dårligere bygget og døjede i sin korte tjenestetid med konstante lækager.